# Кудеихинское сельское поселение
Кудеи́хинское се́льское поселе́ние (чув. Кудеиха ял тӑрӑхӗ) — муниципальное образование в Порецком районе Чувашской Республики Российской Федерации.
Административный центр — село Кудеиха.

## История
Статус и границы сельского поселения установлены Законом Чувашской Республики от 24 ноября 2004 года № 37 «Об установлении границ муниципальных образований Чувашской Республики и наделении их статусом городского, сельского поселения, муниципального района и городского округа»

## Население
| 2010 | 2012 | 2013 | 2014 | 2015 | 2016 | 2017 |
| ---- | ---- | ---- | ---- | ---- | ---- | ---- |
| 881  | ↗888 | ↗906 | ↗939 | ↘911 | ↘882 | ↘867 |
| 2018 | 2019 | 2020 | 2021 |      |      |      |
| ↘844 | ↘824 | ↘807 | ↘790 |      |      |      |

## Состав сельского поселения
| № | Населённый пункт | Тип населённого пункта       | Население |
| - | ---------------- | ---------------------------- | --------- |
| 1 | Кожевенное       | село                         | →155      |
| 2 | Кудеиха          | село, административный центр | →707      |
| 3 | Шадриха          | деревня                      | →19       |

## Местное самоуправление
Главой поселения является Кирилина Наталья Петровна.